# Tabanıyassı Mehmed Paixà
Tabanıyassi Mehmed Paixà (vers 1589 - 1639) fou un gran visir de l'Imperi Otomà del 1632 al 1637.
Era d'origen albanès de Tashlidja i fou portat a Istanbul pel servei de palau on va fer una fulgurant carrera sent nomenat beglerbegi d'Egipte (1628-1630) i després gran visir (18 de maig de 1632). Va ajudar a Murat IV a suprimir les forces opositores a la capital i va portar una política de neutralitat en les guerres europees. Va sortir en campanya contra Pèrsia i va passar l'hivern a Alep (1633 a 1634) i després es va instal·lar a Diyarbekir (1634-1635) des d'on es va reunir amb Murat IV a Erzurum el 3 de juliol de 1635 per marxar junts contra Yerevan, que es va rendir el 3 d'agost. El 2 de febrer de 1636 fou revocat i substituït per Bayram Paşa i l'1 d'abril de 1636 els perses van recuperar Yerevan.
Fou llavors enviat com a governador a Očakov (Ozü) (1636-1638) i després traslladat a Buda, però al cap de poc fou nomenat caimacan a Istanbul, però va caure en desgràcia i fou empresonat a Yedi Kule i executat (vers 1639).